# Coquard (animal)
Faisan bâtard
Pour les articles homonymes, voir Coquard.

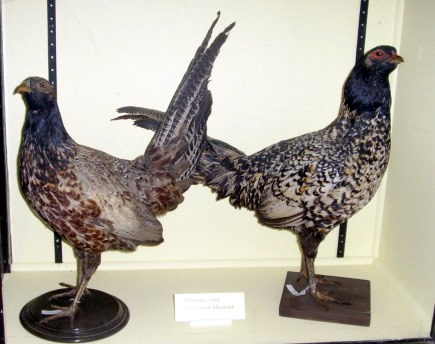
Deux coquards empaillés au Walter Rothschild Zoological Museum, au Royaume-Uni.

Le coquard (orthographié parfois en coquar), appelé aussi faisan bâtard, est un oiseau hybride (en) obtenu par le croisement du faisan et de la poule ou du coq et de la poule faisane. L'espèce de faisans la plus souvent concernée est celle de Colchide (Phasianus colchicus). Bien que cette hybridation soit le plus souvent réalisée en élevage, des cas dans la nature ont été répertoriés. De plus petite taille que le Faisan de Colchide, le coquard a également de longues rectrices et une caroncule rouge cerclant les yeux ; son plumage, de couleur (en) sombre, se rapproche de celui du Coq domestique (Gallus gallus domesticus). La viande de cette volaille (parfois utilisée comme gibier à plumes) est considérée comme « très délicate ». Ce terme est aussi employé pour désigner une « faisane âgée qui, ne pouvant plus se reproduire, commence à ressembler au mâle : son plumage prend des teintes plus vives qui se rapprochent de celles des coqs, tout en restant plus ternes » ; elle prendrait cette apparence vers cinq ou six ans.

Espèces les plus souvent utilisées pour l'obtention du coquard :
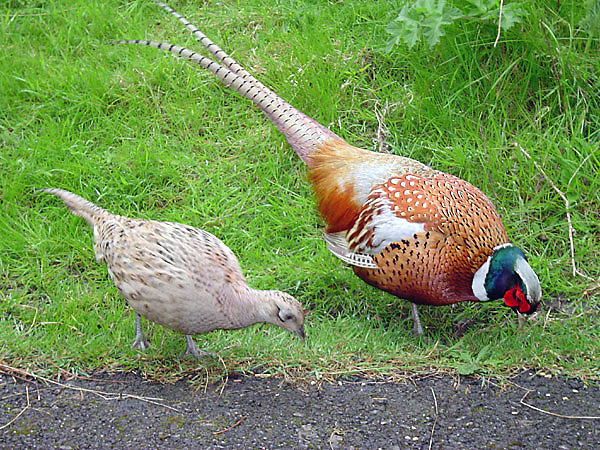
Le Faisan de Colchide, parent A de l'hybridation.
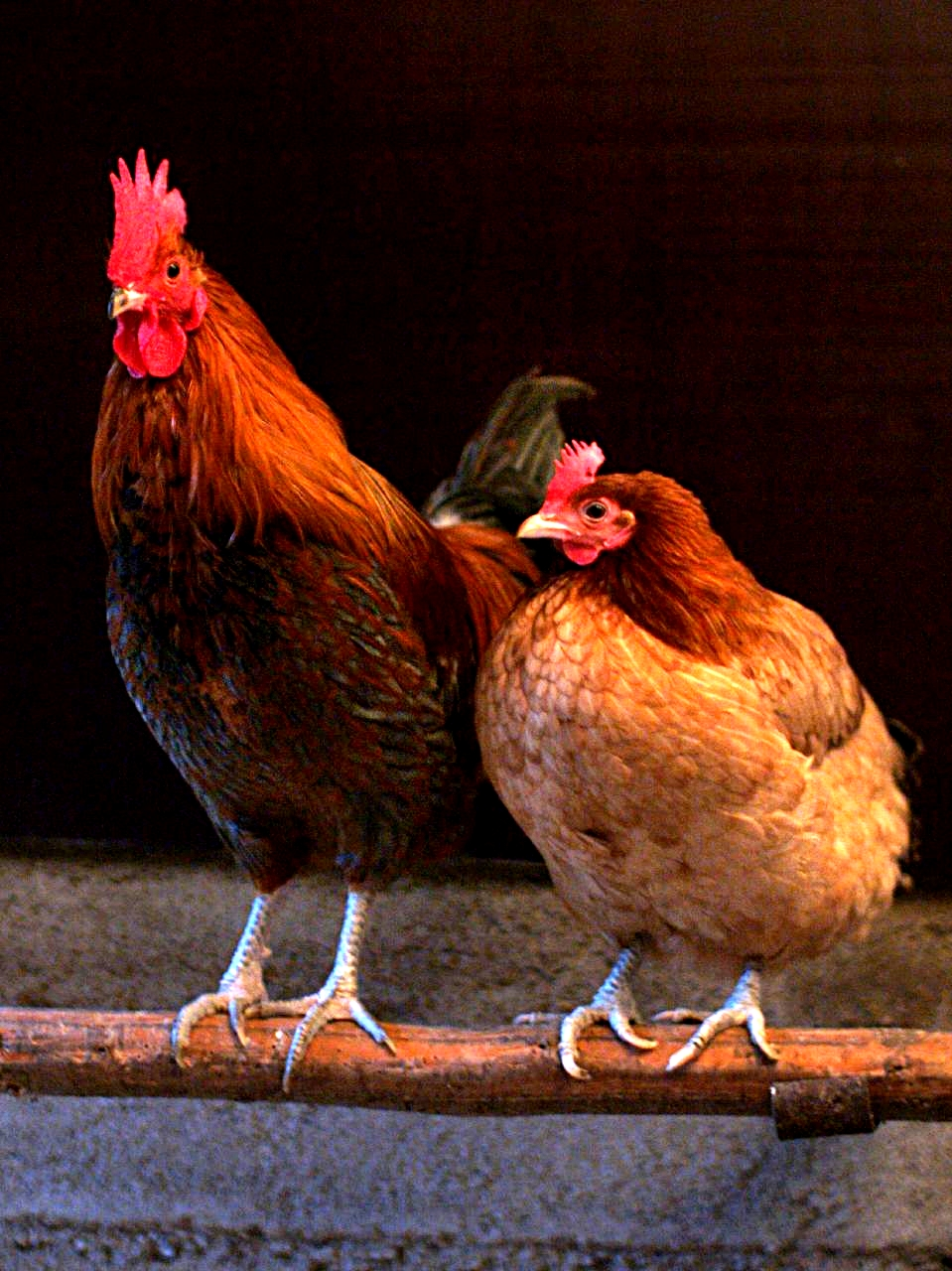
Le Coq domestique, parent B de l'hybridation.